# Gujinlouji
Gujinlouji (kinesiska: 谷金楼集, 谷金楼集乡) är en socken i Kina. Den ligger i provinsen Henan, i den centrala delen av landet, omkring 210 kilometer nordost om provinshuvudstaden Zhengzhou.
Genomsnittlig årsnederbörd är 630 millimeter. Den regnigaste månaden är juli, med i genomsnitt 207 mm nederbörd, och den torraste är januari, med 3 mm nederbörd.